# سانسی، ولز
latitudeسانسی، ولزlongitudeسانسی، ولز
سانسی (به انگلیسی: Llanelli) (تلفظ ولزی: [ɬaˈnɛɬi]) شهرکی در شهرستان کارمارتنشر کشور ولز است که این کشور خود بخشی از بریتانیا محسوب می‌شود. این شهر در سال ۱۹۹۱ میلادی ۴۴٫۹۵۳ نفر جمعیت داشته و در سرشماری سال ۲۰۰۱ جمعیت آن به ۴۶٫۳۵۷ نفر رسیده‌است. میزان رشد سالانهٔ جمعیت لنلی ‎۰٫۶۵ درصد می‌باشد و جمعیت این شهر در سال ۲۰۱۲ به ۴۹٫۷۹۷ نفر تغییر یافت.